# Rita Shane
Pour les articles homonymes, voir Shane.
Rita Shane, née le 15 août 1936 dans le Bronx et morte à New York le 9 octobre 2014, est une soprano coloratura américaine, qui fut professeur de chant à l'École de musique Eastman de Rochester.